# The Jewel in the Crown
The Jewel in the Crown (La joia de la Corona) és una sèrie de televisió britànica de 1984 ambientada en els darrers dies del Raj Britànic a l'Índia després de la Segona Guerra Mundial, basada en la tetralogia de novel·les The Raj Quartet (1966-1975) de l'escriptor britànic Paul Scott. Granada Television va produir la sèrie per a la cadena ITV. A Espanya fou emesa el juny de 1985 per TVE. Considerada una obra de gran qualitat, ha rebut nombrosos premis i molt bones crítiques dins i fora del Regne Unit.

## Argument
L'acció comença el 1942, un moment de tensió ja que l'exèrcit japonès amenaça amb invadir el Raj Britànic i Mahatma Gandhi demana als indis que no ajudin els britànics en la guerra. La complexa narració se centra en diversos personatges indis i britànics, profundament influenciats per la crisi d'esdeveniments, personals, religiosos i polítics, amb els prejudicis racials i socials entre ells que culminen en la independència de l'Índia el 1947

## Repartiment
- Susan Wooldridge: Daphne Manners
- Art Malik: Hari Kumar
- Wendy Morgan: Susan Layton
- Peggy Ashcroft: Barbie Bachelor
- Tim Pigott-Smith: Capità Ronald Merrick
- Nicholas Farrell: Teddy Bingham
- Derrick Branche: Ahmed Kasim
- Charles Dance: Guy Perron
- Om Puri: M. De Souza
- Geraldine James: Sarah Layton

## Recepció
En crítiques contemporànies, John J. O'Connor de The New York Times va escriure, "l'acumulació acurada de detalls meravellosos no és menys que fascinant. I, un cop més en una producció britànica, les actuacions rarament són menys que extraordinàries ... El que sorgeix al final, és una comprensió de l'Índia molt més convincent que la postura d'un Rudyard Kipling i molt més profunda que la biografia fortament centrada d'un Gandhi. The Jewel in the Crown no és sols una televisió engrescadora. És una televisió important, un model del que pot fer el mitjà." Jeff Jarvis de la revista People la va anomenar "de primer ordre; la configuració és impressionant. Fa un treball magistral de fer-te importar els seus personatges i el que els passa. Això és el que hauria de fer una minisèrie, i Jewel en fa una feina espectacular. És el millor mini fictici d'enguany." The Washington Post va anomenar la sèrie "captivadora, reverberant i profundament trista" i pel que fa a l'escenari; "La inscrutabilitat de l'Índia per a forasters no es romanticitza, sinó que es contempla, celebra, de la mateixa manera que la bellesa física és embriagadora."
Al revisar l'edició en vídeo del 2010, Alexandra Coghlan de The Guardian va escriure que la sèrie "estableix al costat de Retorn a Brideshead la marca d'aigua de la televisió britànica dels anys 1980."

## Premis
- Premi British Academy of Film and Television Arts 1985: Millor minisèrie
- Premi British Academy of Film and Television Arts 1985: Millor actor per Tim Pigott-Smith
- Premi British Academy of Film and Television Arts 1985: Millor actriu per Peggy Ashcroft
- Premi British Academy of Film and Television Arts 1985: Millor maquillatge
- Premi British Academy of Film and Television Arts 1985: Millor vestuari
- Premis Emmy 1985 : Millor telesèrie
- Premis Globus d'Or 1986 : Millor telesèrie